# 신텔
《신텔》(Sintel, 코드명 두리안/Durian)은 블렌더 재단 소속 블렌더 인스티튜트의 단편 컴퓨터 애니메이션 영화이다. 재단의 이전 영화 《엘리펀츠 드림》, 《빅 벅 버니》와 같이 이 영화는 동일한 재단이 개발하고 지원하는 애니메이션을 위한 자유 소프트웨어 블렌더를 사용하여 제작되었다. 《신텔》은 이 재단의 회장인 톤 루즌달에 의해 제작되었으며 당시 픽사의 아티스트 콜린 레비(Colin Levy)에 의해 감독되었다.
이 이름은 재나 잉걸불을 뜻하는 네덜란드어 낱말 sintel에서 비롯된 것이다.

## 개요
작업은 2009년 5월 시작되었다. 이 영화는 2010년 9월 27일 네덜란드 영화제에서 공식 개봉되었다. 온라인 개봉은 2010년 9월 30일 다운로드 공개되었다. 이 영화는 여러 주게 걸쳐 1,000,000번 이상 관람되었다. 2016년 2월 유튜브에서 4,500,000회 시청되었다.

## 기술 정보
《엘리펀츠 드림》, 《빅 벅 버니》, 《요 프랭키!》에 이어 이 단편 영화는 블렌더 재단이 제작한 네 번째 프로젝트이다. 신텔은 오픈 콘텐츠 영화와 게임의 개발을 용이하기 위해 개설된, 블렌더 재단의 한 부서인 블렌더 인스티튜트를 통해 개발되었다.
이 영화는 블렌더 재단, 블렌더 커뮤니티의 기부, 영화의 DVD 및 상업 스폰서의 사전 영업을 통해 지원을 받았다. 애니메이션 데이터, 캐릭터, 텍스처를 포함한 최종 작품과 제작 데이터 모두 크리에이티브 커먼즈 라이선스를 통해 개봉되었다.

## 비디오 게임
《신텔》을 기반으로 한 게임은 2010년 5월 12일 blenderartists.org에 공식 발표되었다. 알파 버전은 2012년 7월 공개되었다.